# Thea Limbach
Thecla Maria Catharina „Thea“ Limbach (* 27. Februar 1959 in Harderwijk) ist eine ehemalige niederländische Eisschnellläuferin.

## Werdegang
Limbach kam bei niederländischen Meisterschaften viermal auf den dritten Platz und startete international erstmals in der Saison 1977/78. In der Saison 1981/82 lief sie bei der Mehrkampfeuropameisterschaft 1982 in Heerenveen auf den siebten Platz und bei der Mehrkampfweltmeisterschaft 1982 in Inzell auf den 11. Rang im Mini-Mehrkampf. Zudem errang sie bei der Sprintweltmeisterschaft 1982 in Alkmaar den 27. Platz. Im Jahr 1983 erreichte sie bei der Mehrkampfweltmeisterschaft in Karl-Marx-Stadt den zehnten Platz im Kleinen Vierkampf und bei der Sprintweltmeisterschaft in Helsinki den 19. Rang. Nach Platz 12 im Kleinen Vierkampf bei der Mehrkampfeuropameisterschaft 1984 in Alma Ata zu Beginn der Saison 1983/84, belegte sie bei der Mehrkampfweltmeisterschaft 1984 in Deventer den 17. Platz im Kleinen Vierkampf und bei den Olympischen Winterspielen 1984 in Sarajevo den 27. Platz über 5000 m, den 21. Rang über 1000 m, den 13. Platz über 3000 m sowie den neunten Platz über 1500 m. In der Saison 1984/85 kam sie bei der Mehrkampfeuropameisterschaft 1985 in Groningen auf den siebten Platz, bei der Mehrkampfweltmeisterschaft 1985 in Sarajevo auf den 12. Rang im Kleinen Vierkampf und bei der Sprintweltmeisterschaft 1985 in Heerenveen auf den 20. Platz. In ihren letzten Saisons als aktive Sportlerin 1985/86 und 1986/87 nahm sie an vier Läufen im Eisschnelllauf-Weltcup teil und erreichte im Januar 1987 in Davos mit dem achten Platz über 1500 m ihr bestes Ergebnis. Zudem errang sie bei der Mehrkampfeuropameisterschaft 1986 in Geithus den 11. Platz im Kleinen Vierkampf.

## Erfolge

### Olympische Spiele
- 1984 Sarajevo: 9. Platz 1500 m, 13. Platz 3000 m, 21. Platz 1000 m, 27. Platz 500 m

### Mehrkampf-Weltmeisterschaften
- 1982 Inzell: 11. Platz Mini Mehrkampf
- 1983 Karl-Marx-Stadt: 10. Platz Kleiner Vierkampf
- 1984 Deventer: 17. Platz Kleiner Vierkampf
- 1985 Sarajevo: 12. Platz Kleiner Vierkampf

### Sprint-Weltmeisterschaften
- 1982 Alkmaar: 27. Platz Sprint-Mehrkampf
- 1983 Helsinki: 19. Platz Sprint-Mehrkampf
- 1985 Heerenveen: 20. Platz Sprint-Mehrkampf

### Mehrkampf-Europameisterschaften
- 1982 Heerenveen: 7. Platz Mini Mehrkampf
- 1984 Almaty: 12. Platz Kleiner Vierkampf
- 1985 Groningen: 7. Platz Kleiner Vierkampf
- 1986 Geithus: 11. Platz Kleiner Vierkampf

## Persönliche Bestleistungen
| Disziplin | Zeit        | Datum             | Ort      |
| --------- | ----------- | ----------------- | -------- |
| 500 m     | 42,60 s     | 11. Februar 1983  | Inzell   |
| 1000 m    | 1:24,12 min | 26. Dezember 1984 | Inzell   |
| 1500 m    | 2:09,59 min | 8. Dezember 1985  | Inzell   |
| 3000 m    | 4:33,96 min | 26. Dezember 1984 | Inzell   |
| 5000 m    | 7:59,68 min | 9. Februar 1985   | Sarajevo |